# Quicksilver (album)
Pour les articles homonymes, voir Quicksilver.
Albums de Quicksilver Messenger Service
What About Me
(1970) Comin' Thru
(1971)
Quicksilver est le sixième album de Quicksilver Messenger Service, sorti en 1971, et le premier sorti après le départ de deux des membres fondateurs du groupe : John Cipollina et David Freiberg. Nicky Hopkins a également quitté le groupe avant cet album.

## Titres
Toutes les chansons sont de Dino Valenti, sauf mention contraire.

### Face 1
1. Hope – 3:01
2. I Found Love (Duncan) – 3:56
3. Song for Frisco – 4:58
4. Play My Guitar – 4:38
5. Rebel – 2:02

### Face 2
1. Fire Brothers (Duncan) – 3:12
2. Out of My Mind – 4:34
3. Don't Cry My Lady Love – 5:12
4. The Truth – 6:58

## Musiciens
- Gary Duncan : chant, guitare
- Greg Elmore : batterie, percussions
- Mark Ryan : basse
- Chuck Steaks : piano, orgue
- Dino Valenti : chant, guitare, flûte, percussions